# Hodkovice nad Mohelkou
Hodkovice nad Mohelkou (in tedesco Liebenau) è una città della Repubblica Ceca facente parte del distretto di Liberec, nella regione omonima.